# Bruchus atomarius
Bruchus atomarius es una especie de escarabajo del género Bruchus, familia Chrysomelidae. Fue descrita científicamente por Linnaeus en 1761.
Habita en Suecia, Noruega, Alemania, Finlandia, Reino Unido, Estonia, Austria, Francia, Países Bajos, Polonia, Rusia, Checa, Italia, Ucrania, Bélgica, Suiza, Lituania, España, Eslovaquia, Bielorrusia, Dinamarca, Hungría, Luxemburgo y Turquía.

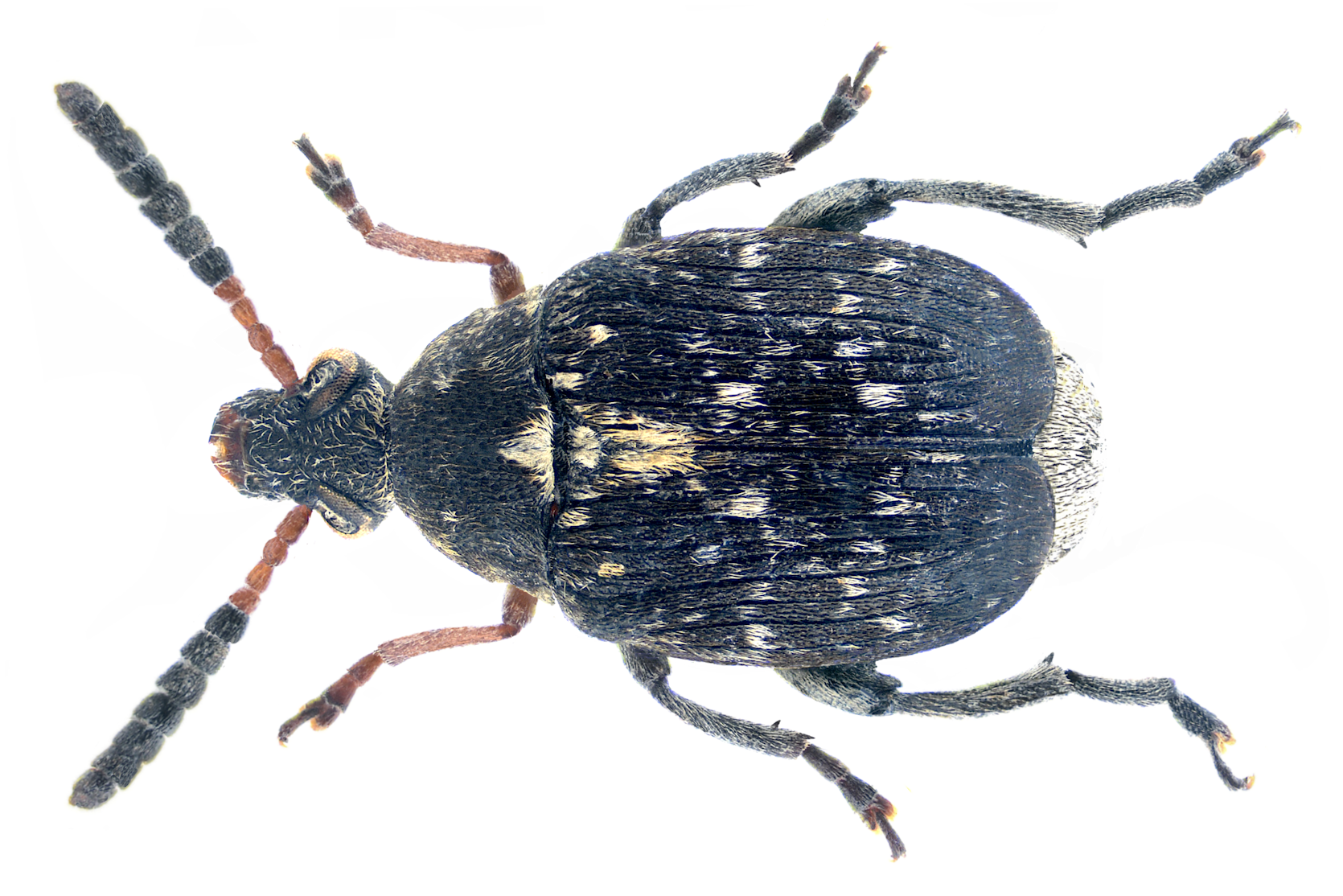
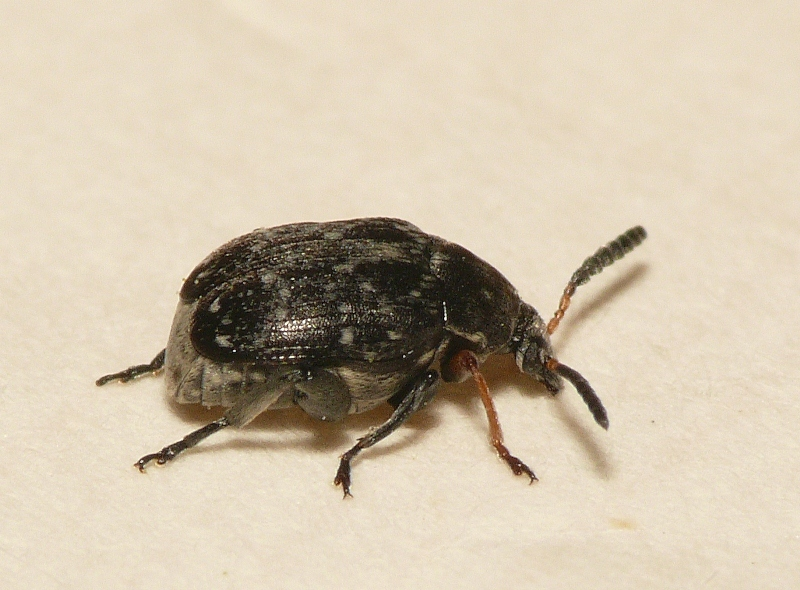
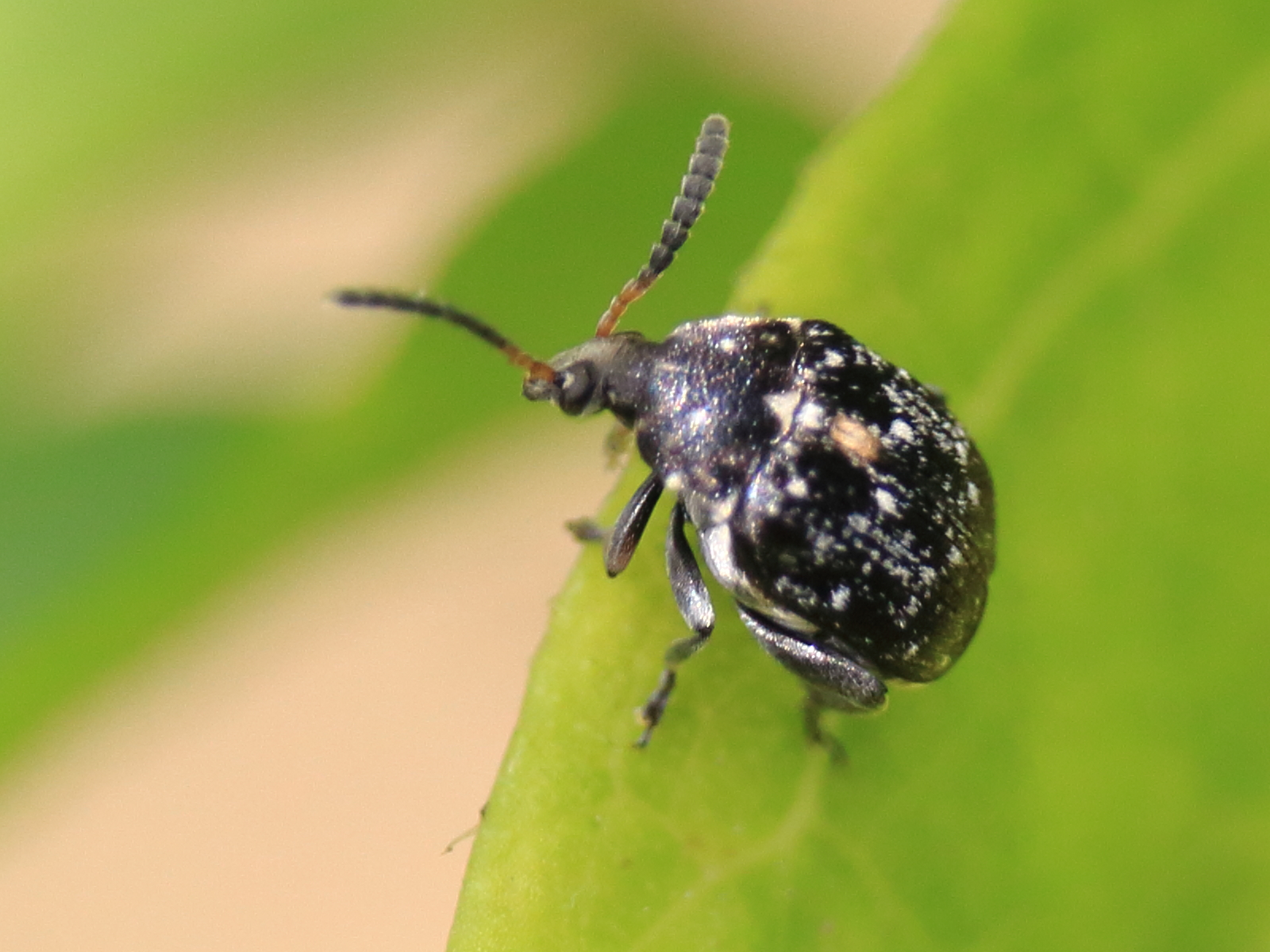